# Wildcatita
La wildcatita és un mineral de la classe dels sulfats. Rep el nom del projecte Wildcat, als Estats Units, on es troba la localitat tipus.

## Característiques
La wildcatita és un tel·lurat de fórmula química CaFe3+Te6+O₅(OH). Es tracta d'una espècie aprovada per l'Associació Mineralògica Internacional, i publicada per primera vegada el 2021. Cristal·litza en el sistema trigonal.

## Formació i jaciments
Va ser descoberta al mont High Grade, situat al districte miner de Detroit, dins el comtat de Juab (Utah, Estats Units), on es troba com a recobriments de color taronja a marró o masses a policristal·lines blanques i terrosses omplint fractures. Aquest indret és l'únic a tot el planeta on ha estat descrita aquesta espècie mineral.